# Дегтяр Микола Сергійович
Мико́ла Сергі́йович Дегтя́р (нар. 5 квітня 1990 — 22 червня 2016) — старший солдат Збройних сил України, учасник російсько-української війни.

## Життєпис
Народився 1990 року в селі Рокитне (Бобровицький район, Чернігівська область). 2007-го закінчив Пісківську ЗОШ ім. П. Тичини, у Броварському професійному ліцеї здобув фах рихтувальника кузовів автомобілів та електрогазозварника. Працював механіком на СТО в Броварах. Протягом 2008—2010 років проходив строкову військову службу в Ужгороді, 15-й гірсько-піхотний батальйон. Демобілізувавшись, працював на парковці в Києві — КП «Київтранспарксервіс». Вступив на заочне навчання до Київського національного університету технологій та дизайну.
Учасник подій Євромайдану. Мобілізований як доброволець 5 квітня 2015 року, старший солдат; старший стрілець—кулеметник 11-го окремого мотопіхотного батальйону «Київська Русь». 31 січня 2016-го заочно здобув ступінь бакалавра у Київському національному університеті технологій та дизайну, здобувши кваліфікацію «фахівець у галузі легкої промисловості». Входив до складу Цивільного корпусу «Азов».
22 червня 2016 року уночі загинув від численних поранень грудної клітки, живота, ніг поблизу села Троїцьке (Попаснянський район) внаслідок вчиненого терористами обстрілу зі 120-мм мінометів та САУ.
24 червня 2016-го похований у Рокитному. Проводжали люди з Рокитного, Бірок, Соколівки, Красного, Мочалища.
Без Миколи лишилися мама Анжела Бочковська, батько, вітчим, сестра, син (народився в листопаді 2014) — з колишньою дружиною Микола розлучився, після того як пішов на фронт.

## Нагороди та вшанування
- указом Президента України № 330/2016 від 11 серпня 2016 року «за особисту мужність і високий професіоналізм, виявлені у захисті державного суверенітету та територіальної цілісності України, вірність військовій присязі» — нагороджений орденом «За мужність» III ступеня (посмертно)[1]